# Фиолетовый трогон
Фиолетовый трогон (лат. Trogon violaceus) — вид птиц семейства трогоновых. Встречается во влажных лесах бассейна Амазонки в Южной Америке и на острове Тринидад. Подвидов не выделяют. Ранее этот вид, T. caligatus и T. ramonianus объединялись в один вид фиолетовый трогон. Типичная кладка — 2—3 белых яйца.

## Описание
Длина фиолетового трогона — примерно 23 см, масса — 56 грамм. Голова и верхняя часть груди самца голубые, спина зелёная, на крупе синеет. Слабая белая линия отделяет грудку от оранжево-жёлтой нижней части тела. Подхвостье белое с чёрной полосой, крылья чёрные, покрытые белым. Самка фиолетового трогона похожа на самца, но имеет тёмно-серую спину, голову и грудь. Этот вид напоминает T. chionurus, но последний крупнее.

## Среда обитания
Фиолетовый трогон гнездится в осиных, муравьиных или термитных гнездах или в дупле гнилого дерева.

## Питание
Фиолетовые трогоны питаются насекомыми и мелкими фруктами.